# Ryan Lamb
Pour les articles homonymes, voir Lamb.

a Compétitions nationales et continentales officielles uniquement.

Dernière mise à jour le 17 avril 2020.
Ryan Lamb, né le 18 mai 1986 à Gloucester (Angleterre), est un joueur anglais de rugby à XV évoluant au poste demi d'ouverture.

## Carrière

### En club
Il rejoint Gloucester RFC en 2001, après avoir quitté le Spartans RUFC, pour suivre la filière de formation de Gloucester, qui lui fait connaître régulièrement des capes internationales dans les équipes anglaises de jeunes. Il évolue pour le club de Gloucester de 2005 à 2009 puis rejoint les London Irish. Il a disputé six rencontres de Coupe d'Europe de rugby à XV en 2006-2007, sept rencontres en 2007-2008, inscrivant 76 points lors de la dernière saison. Il a joué trois rencontres de Challenge européen de rugby à XV en 2005-2006 qu'il remporte avec Gloucester.
En 2017, il signe un  contrat de deux saisons avec le Stade rochelais.
Fin juin 2019, Ryan Lamb décide de mettre fin à sa carrière.

### En équipe nationale
Il connait les sélections anglaises de rugby à sept, des jeunes de moins de 16, 18, 19 et 21 ans, d'Angleterre A.

## Palmarès

### En club
- Vainqueur du Challenge européen en 2006
- Vainqueur du RFU CHAMPIONSHIP en 2015